# Мунана
Мунана (фр. Mounana) — місто в Габоні, у провінції Верхнє Огове.

## Географія
Місто розташоване за 60 км на північний захід від міста Франсвіль.

## Родовище урану
Рудний поклад приурочено до докембрійських відкладів. Рудне тіло 150х20(25) м.
Запаси 15 тис. т урану (у перерахунку на метал). Вміст урану в середньому 0.5 %. Видобуток з 1961 р. підземним способом. Переробка відбувається на двох фабриках сумарною потужністю 1800 т руди за добу (1990).